# Missouri Township (comté de Boone, Missouri)
Pour les articles homonymes, voir Missouri Township.
Missouri Township est un township du comté de Boone dans le Missouri, aux États-Unis,. En 2010, le township comptait une population de 63 334 habitants. Il est fondé en 1822 et baptisé en référence à l'État et la rivière du même nom.

## Source de la traduction
- (en) Cet article est partiellement ou en totalité issu de l’article de Wikipédia en anglais intitulé « Missouri Township, Boone County, Missouri » (voir la liste des auteurs).